# Municipio de Franklin (condado de Warren, Ohio)
El municipio de Franklin (en inglés: Franklin Township) es un municipio ubicado en el condado de Warren en el estado estadounidense de Ohio. En el año 2010 tenía una población de 30 312 habitantes y una densidad poblacional de 350,07 personas por km².

## Geografía
El municipio de Franklin se encuentra ubicado en las coordenadas 39°32′30″N 84°18′15″O / 39.54167, -84.30417. Según la Oficina del Censo de los Estados Unidos, el municipio tiene una superficie total de 86.59 km², de la cual 85,16 km² corresponden a tierra firme y (1,65 %) 1,43 km² es agua.

## Demografía
Según el censo de 2010, había 30 312 personas residiendo en el municipio de Franklin. La densidad de población era de 350,07 hab./km². De los 30 312 habitantes, el municipio de Franklin estaba compuesto por el 95,95 % blancos, el 1,63 % eran afroamericanos, el 0,18 % eran amerindios, el 0,52 % eran asiáticos, el 0,37 % eran de otras razas y el 1,34 % eran de una mezcla de razas. Del total de la población el 1,38 % eran hispanos o latinos de cualquier raza.